# Rio Banias
O rio Banias é um curso de água afluente do rio Jordão, que passa junto do sítio arqueológico de Banias, em Israel.